# 德木楚克扎布
德木楚克扎布（19世纪—1865年），另譯德穆楚克扎布，博尔济吉特氏，昭烏達盟奈曼旗（今屬內蒙古自治區通遼市）人，後任扎薩克達爾罕郡王。清代蒙古王公、额驸。

## 生平
他是奈曼扎薩克達爾罕郡王阿完都瓦第扎布之子。清道光二十一年（1841年）二月，以一等台吉身份指配道光帝第四女寿安固伦公主。十月，完婚。道光二十三年三月，赐用紫缰，二十八年九月，袭封奈曼旗扎薩克達爾罕郡王，三十年十一月，授御前大臣。咸丰元年（1851年）三月，赐用黄缰，十月授正白旗蒙古都统。咸丰十年（1861年）赐用亲王补服。同治四年（1865年）正月乞病，归藩回到奈曼旗，六月卒。晋赡亲王，赐祭葬如亲王例。